# 清尚学院高等学校
清尚学院高等学校（せいしょうがくいんこうとうがっこう、Seisho Gakuin High School）は、北海道函館市にある私立高等学校。学校法人清尚学院が運営している。

## 概要
調理科では調理師の資格が取れる。生活デザイン科では、色彩能力検定を受検する事が出来る。
国際交流に力をいれ、オーストラリアと中国の学校と姉妹校調印している。2001年（平成13年）に校舎（地上4階、約2770m2）完成。2008年（平成20年）10月に新校舎（地上3階、2000m2超）が完成。
2009年（平成21年）度から、男女共学化、製菓衛生師科を新設（生活デザイン科は募集停止）。
製菓衛生師科は製菓衛生師（国家試験）受験資格が取得可能で、東日本以北の全日制高校で唯一。
製菓実習では、現場で働いている製菓のプロの講師を起用。

## 沿革
- 1930年（昭和5年） - 昭和技芸学校として開校
- 1939年（昭和14年） - 函館昭和女子高等技芸学校に昇格
- 1948年（昭和23年） - 函館昭和被服高等学校に転換
- 1951年（昭和26年） - 4月 函館昭和技芸高等学校に改称、11月 昭和龍谷技芸高等学校に改称
- 1961年（昭和36年） - 昭和龍谷女子高等学校に改称
- 1969年（昭和44年） - 函館昭和女子学園高等学校と改称
- 2003年（平成15年） - 清尚学院高等学校と改称[1]
- 2009年（平成21年） - 男女共学、製菓衛生師科を新設、生活デザイン科は募集停止